# Tewksbury (Massachusetts)
Tewksbury é uma vila localizada no condado de Middlesex no estado estadounidense de Massachusetts. No Censo de 2010 tinha uma população de 28.961 habitantes e uma densidade populacional de 529,27 pessoas por km².

## Geografia
Tewksbury encontra-se localizado nas coordenadas 42° 36′ 44″ N, 71° 13′ 40″ O. Segundo o Departamento do Censo dos Estados Unidos, Tewksbury tem uma superfície total de 54.72 km², da qual 53.61 km² correspondem a terra firme e (2.03%) 1.11 km² é água.

## Demografia
Segundo o censo de 2010, tinha 28.961 pessoas residindo em Tewksbury. A densidade populacional era de 529,27 hab./km². Dos 28.961 habitantes, Tewksbury estava composto pelo 94.36% brancos, o 1.11% eram afroamericanos, o 0.11% eram amerindios, o 2.71% eram asiáticos, o 0% eram insulares do Pacífico, o 0.52% eram de outras raças e o 1.18% pertenciam a duas ou mais raças. Do total da população o 2.08% eram hispanos ou latinos de qualquer raça.